# Wienerfilharmonikernas nyårskonsert 1954

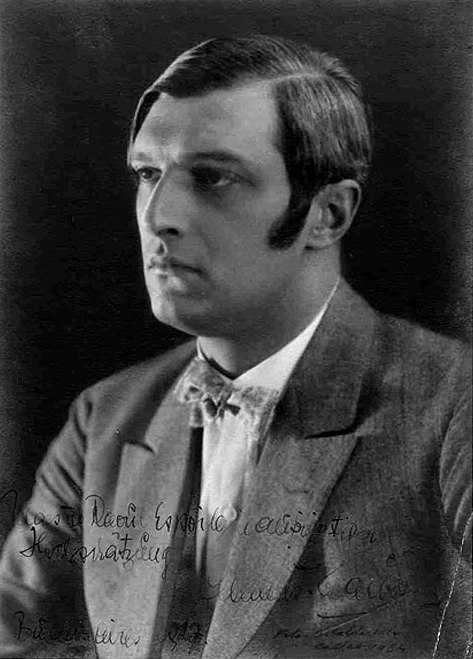
Clemens Krauss (1915).

Wienerfilharmonikernas nyårskonsert 1954 räknas som den 14:e nyårskonserten från Wien och ägde rum den 1 januari 1954 i Wiens Musikverein. Den dirigerades för tolfte och sista gången av Clemens Krauss. Det finns en ljudinspelning som har släppts flera gånger.

## Historia
Strikt räknat var det Wienerfilharmonikernas nionde nyårskonsert, eftersom det inte var förrän 1946 som Josef Krips introducerade denna titel, som behölls 1947 och därefter. Dessutom var det den 15:e Årsskifteskonserten, för vid årsskiftet 1939/40 gavs det en Außerordentliches Konzert (extraordinär konsert) av Wienerfilharmonikerna, som dock ägde rum på nyårsafton 1939. Från 1941 dirigerades den av Clemens Krauss, med undantag för åren 1946 och 1947 då Krauss förbjöds att dirigera på grund av sin närhet till nazistregimen och ersattes av Josef Krips. Krips var obelastad på grund av sin judiska bakgrund och han räddade institutionen från dess nazistiska rötter. När hans kontrakt upphävdes 1948 togs det över igen av Krauss. Josef Krips tackades inte för sina prestationer och blev aldrig inbjuden av orkestern igen efter Krauss död.

## Slutet på en era

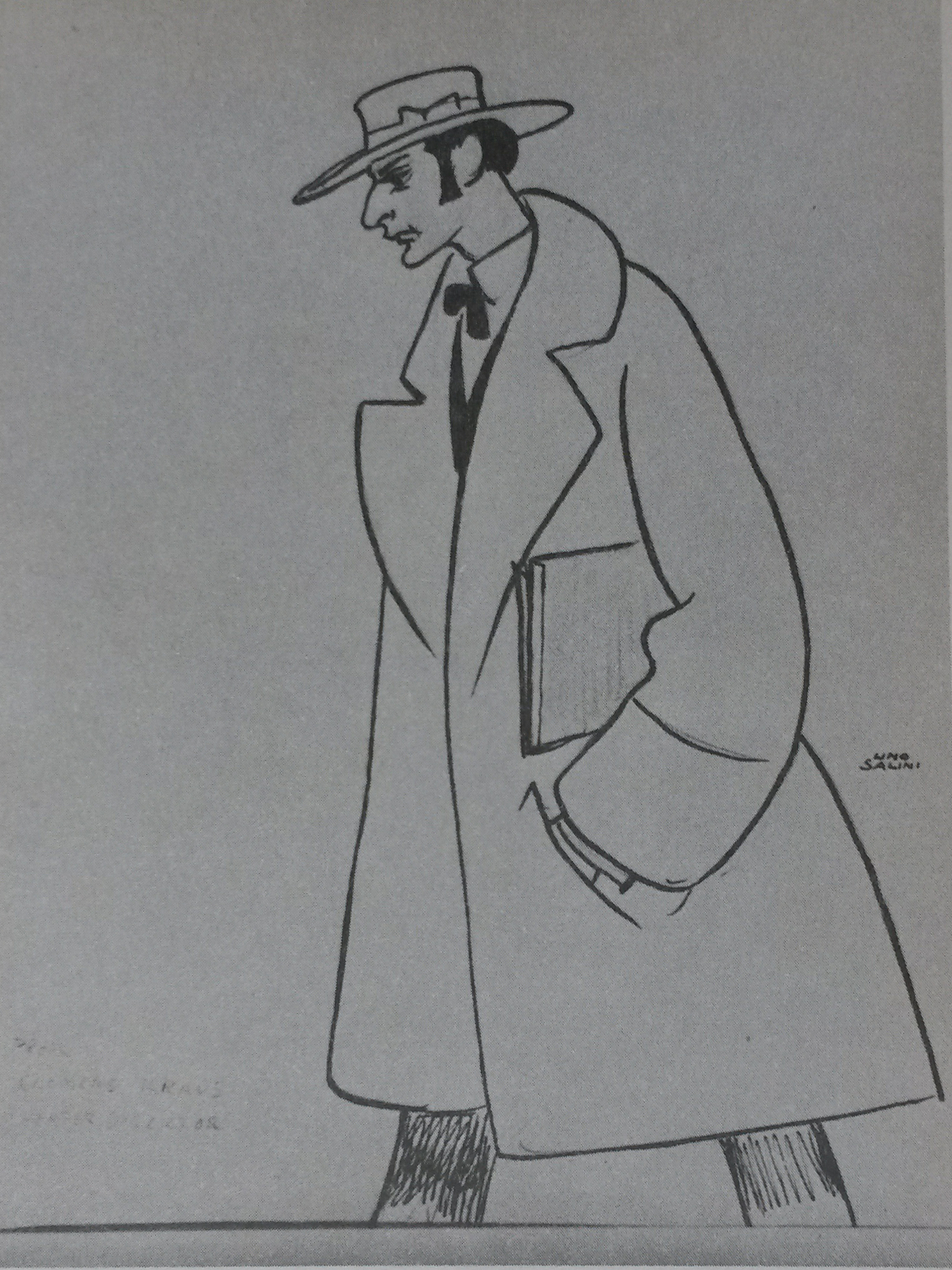
Clemens Krauss tecknat av Lino Salini

Den ideologiska arbetsfördelningen under nazitiden var klar och entydig: Bayreuth och Berlin var ansvariga för seriös, tung kultur, Richard Wagners verk och tysk klassicism, Wien och i viss mån München för den lätta och glada, valsen, komedin. I detta avseende passade Krauss väl in när det gällde att tillägna sig kulturella evenemang enligt den nazistiska ideologin. Krauss hade redan hade motiverat Wienerfilharmonikerna att ge Strauss-konserter inför nazistregimen, till exempel vid Festspelen i Salzburg 1929–1933.
Från 1946 och framåt blev glad dansmusik den centrala axeln i Österrikes kulturella självbild och användes liksom den legendariska Mozart-Ensemblen för att betona Österrikes "offerroll" och för att få ett slut på ockupationen. Straussdynastin, Mozart, Anton Bruckner, Ludwig van Beethoven, som föddes i Bonn, den nordtyske Brahms, de två senare gjorde Wien till sitt adoptivhem, - i mindre utsträckning också Johann Nestroy, Ferdinand Raimund, Arthur Schnitzler och Hugo von Hofmannsthal - fungerade nu som identitetsbildande pelare i Österrike och som en avgränsning från (tidigare kejserlig) tysk kultur: Krauss dirigerade samma musik i Salzburg 1930, i Wien 1941 och 1954 - i stort sett oförändrad.
Krauss död under en turné i Mexiko i maj 1954 drabbade filharmonikerna oväntat. Det tog dem till december 1954 att lösa problemet med en ersättare. Erich Kleiber, den nästan självskrivne efterträdaren, hade avböjt. Slutligen hittade man en egen lösning, då konsertmästaren Willi Boskovsky tog över – som stående violinist och dirigent (så kallad Stehgeiger) i Johann Strauss den yngres anda

## Program
Konserten började nästan wagnerianskt med Josef Strauss-valsen Schwert und Leyer, op. 71 från 1859. Sedan följde den vanliga sekvensen av polkor och valser, en, två, till och med tre snabba stycken, sedan igen en långsam. Den andra delen introducerades också med en av de stora valserna av Josef Strauss: Sphärenklänge. Publikens entusiasm, enligt inspelningen, var enorm. Början av valserna Frühlingsstimmen och An der schönen blauen Donau liksom Radetzkymarsch avbröts av våldsamma applåder och hurrarop. En ovation hördes i slutet.
Den faktiska uppdelningen i en 1:a del, 2:a del och extranummer infördes först 1958 på försöksbasis och slutligen 1959 för TV-sändningarna. Fram till dess var det i princip "normala konsertpauser", som bara kan bestämmas i efterhand i enskilda fall. Uppdelningen ska därför endast förstås "före" och "efter konsertintervallet".
De två "klassiska extranumren" (valsen An der schönen blauen Donau Strauss den yngre och Radetzkymarsch av Strauss den äldre) introducerades här för första gången i konsertpraxisen för nyårskonserterna och repriserades också 1958 och etablerades slutligen 1959.

### 1:a delen
1. Josef Strauss: Schwert und Leyer, vals, op. 71*
2. Josef Strauss: Rudolfsheimer-Polka, Polka schnell, op. 152*
3. Josef Strauss: Die Libelle, Polka mazur, op. 204
4. Josef Strauss: Auf Ferienreisen, Polka schnell, op. 133* (fick spelas igen)
5. Johann Strauss den yngre: Bei uns z'Haus, vals, op. 361
6. Johann Strauss den yngre: Neue Pizzicato-Polka, op. 449
7. Johann Strauss den yngre: Éljen a Magyar!, Polka schnell, op. 332 (fick spelas igen)

### 2:a delen
1. Josef Strauss: Sphärenklänge, Walzer, op. 235
2. Josef Strauss: Mailust, Polka française, op. 182*
3. Josef Strauss: Plappermäulchen, Polka schnell, op. 245 (fick spelas igen)
4. Johann Strauss den yngre: Im Krapfenwald'l, Polka française, op. 336
5. Johann Strauss den yngre: Frühlingsstimmen, vals, op. 410
6. Johann Strauss den yngre: Auf der Jagd, Polka schnell, op. 373 (fick spelas igen)
7. Johann Strauss den yngre: Perpetuum Mobile, musikalischer Scherz, op. 257

### Extranummer
1. Johann Strauss den yngre: An der schönen blauen Donau, vals, op. 314
2. Johann Strauss den äldre: Radetzkymarsch, op. 228

Verkförteckningen och verkens ordning finns på Wienerfilharmonikernas webbplats.
De verk markerade med * stod för första gången på programmet till en Nyårskonsert,vad gäller Neue Pizzikato-Polka så stod den inte uppräknad i konsertprogrammet men uppfördes verkligen 1949 och inte 1954 som källorna uppger.

## Se vidare
- Clemens Krauss, Dirigent
- Wienerfilharmonikerna

## Weblänkar
- Wienerfilharmonikernas nyårskonsert 1954 på Youtube